# 대발해
대발해국(大渤海國, 1116년)은 발해가 멸망한 뒤 발해 유민인 고영창(高永昌)이 1116년에 동경 요양성(東京 遼陽城)에서 건국한 나라다. 대원국(大元國)이라고도 한다.

## 역사
1115년 요(遼)의 부도(副都)인 동경(東京)의 유수(東京 留守) 소보선(蕭保先)이 엄하고 잔혹해서 변고를 당하자 호부사(戶部使) 대공정(大公鼎)이 곧바로 유수의 일을 대신 맡아보았다.
1116년 1월, 발해 귀족의 후손이자 유수의 비장(裨將)인 고영창(高永昌)이 동경 소보처를 토벌하고 옛 발해의 땅인 동경성을 장악했다. 요는 토벌군을 파견해 동경성 탈환을 시도했지만, 고영창은 이를 격퇴하고 대발해 황제에 즉위해 융기(隆基) 원년이라 하였다.
귀덕주(貴德州) 수장(守將) 야율여도(耶律余睹)가 광주발해(廣州渤海)를 근거지로 하여 반란을 일으키고 고영창에게 귀부하였다.
요 천조제(天祚帝)가 소을설(蕭乙薛)과 고흥순(高興順)을 보내어 고영창을 불렀으나 응하지 않았다.
1115년 건국된 금나라는 1116년 요나라를 정벌하기 전 알로를 시켜 요양을 공격하였다. 대발해는 멸망하였다.
대발해는 발해 부흥운동 과정에서 건국된 마지막 나라다.

## 역대 황제와 연호
| 대수 | 성명   | 연호 | 재위기간         |
| 1대  | 고영창 | 융기 | 1116년 1월 ~ 5월 |

## 같이 보기
- 발해 부흥운동
- 동란국 (926년~936년)
- 후발해 (926년~?)
- 정안국 (938년~986년)
- 연파국 (975년~995년)
- 올야국 (995년~996년(1114년))
- 흥료국 (1029년~1030년)
- 고욕국 (1115년 2월~7월)
- 대발해(대원국) (1116년 1월~5월)